# Didymobotryum spirillum
Didymobotryum spirillum är en svampart som beskrevs av D'Souza & Bhat 2002. Didymobotryum spirillum ingår i släktet Didymobotryum, divisionen sporsäcksvampar och riket svampar.   Inga underarter finns listade i Catalogue of Life.